# Calathus syriacus
Calathus (Calathus) syriacus – gatunek chrząszcza z rodziny biegaczowatych, podrodziny Platyninae i pleminia Sphodrini.

## Taksonomia
Gatunek ten opisany został w 1863 roku przez Maximiliena Chaudoira.

## Opis
Owad długości od 10,5 do 13,5 mm. Szyja i przedplecze szersze niż u C. fuscipes, 1,2 do 1,25 razy tak szerokie jak długie, a tylne kąty przedplecza słabiej zaokrąglone niż u wspomnianego gatunku. Episternity zatułowia smuklejsze niż u C. distinguendus, wyraźnie dłuższe niż szerokie. Edeagus z rozległymi i silnie zesklerotyzowanymi ściankami. Skleryt woreczka wewnętrznego edeagusa bardzo drobny, przecinkowatego kształtu.

## Rozprzestrzenienie
Chrząszcz palearktyczny. W Europie znany z południowego obszaru europejskiej części Rosji, Ukrainy (Półwysep Krymski) i Albanii. Rekordy z Grecji i Dodekanezu określane są jako wątpliwe. Ponadto podawany z Cypru, Turcji, Libanu, Izraela, Syrii, Jordanii, afrykańskiej części Egiptu jak i Synaju, Gruzji, Azerbejdżanu, Armenii, Kazachstanu, Turkmenistanu, Uzbekistanu, Mongolii i Iranu, skąd wykazany został m.in. z ostanu Ardabil.